# FK Loznica
FK Loznica (Фудбалски клуб Лозница) – serbski klub piłkarski z miasta Loznica, założony w roku 1919. Obecnie klub występuje w Srpska Liga.